# Windows Phone 8
Windows Phone 8 é a terceira geração do sistema operacional mobile Windows Phone lançado pela Microsoft. Foi lançado em 29 de outubro de 2012 e possui a interface conhecida como Metro (ou Modern UI).
Windows Phone 8 substitui o seu antecessor Windows Phone 7 baseado no Windows CE, usando a arquitetura Windows RT igual a encontrada atualmente no Windows 8.
Dispositivos com o Windows Phone 7 não podem ser atualizados para o Windows Phone 8 e novas aplicações desenvolvidas especificamente para o Windows Phone 8 não são compatíveis com os dispositivos Windows Phone 7.x. Os desenvolvedores podem criar aplicativos para Windows Phone 7.x e Windows Phone 8.

## Desenvolvimento
Em 20 de junho de 2012, a Microsoft revelou Windows Phone 8 (codinome Apollo), a segunda geração do sistema operacional Windows Phone para ser lançado ainda em 2012. O Windows Phone 8 substitui a arquitetura anterior baseada no Windows CE, usando uma baseada no Windows NT (com muitos componentes compartilhados com Windows 8), permitindo que os desenvolvedores criem aplicativos para as duas plataformas.
Windows Phone 8 permite dispositivos com telas maiores (os 3 tamanhos confirmados são "WVGA 800×480 15:9", "WXGA 1280×768 15:9", "720p 1280×720 16:9") e processadores multi-core, NFC (que pode ser utilizada principalmente para compartilhar conteúdo e realizar pagamentos), compatibilidade com aplicativos do Windows Phone 7, suporte melhorado para armazenamento removível (que agora funciona da mesma forma no Windows e Android), uma tela inicial redesenhado incorporando live tiles redimensionáveis na tela inicial, um novo hub Carteira (para integrar pagamentos NFC, cupom de websites, como Groupon), e integração "primeira classe" para aplicações VoIP para as funções essenciais do sistema operacional. Além disso, o Windows Phone 8 vai incluir mais recursos voltados para o mercado corporativo, tais como gerenciamento de dispositivos, criptografia BitLocker, e a capacidade de criar um mercado privado para distribuir aplicativos para empregados — características esperadas para atender ou exceder as capacidades corporativas da plataforma anterior Windows Mobile. Além disso, o Windows Phone 8 será compatível com atualizações over-the-air e todos os dispositivos Windows Phone 8 receberão suporte por pelo menos 36 meses.
No interesse de assegurar que ele seja liberado com dispositivos projetados para tirar proveito de seus novos recursos, Windows Phone 8 não será disponibilizado como uma atualização para dispositivos Windows Phone 7 já existentes. Em vez disso, a Microsoft lançou o Windows Phone 7.8 como uma atualização para dispositivos Windows Phone 7, com vários recursos como a tela inicial redesenhada.
Alguns bugs do Windows Phone 8 forçou a Microsoft a adiar algumas melhorias empresariais, como suporte VPN, até 2014.

### GDR1 (Portico)
General Distribution Release 1, uma pequena atualização conhecida como Portico, foi lançado em Dezembro de 2012, trouxe algumas melhorias e correções de bugs, incluindo melhorias no Messaging, conectividade Bluetooth mais eficiente, e um "always-on" para as conexões Wi-Fi, entre outras atualizações adicionais para a plataforma.
A atualização "Portico" também resolveu um problema que causava reinicialização aleatoriamente no meio de uso, embora alguns usuários ainda relatam persistência do problema após a atualização.

### GDR2
A Microsoft lançou um pacote de pequenas atualizações chamado "General Distribution Release 2" (GDR 2), a partir de julho de 2013 e que abrange os meses seguintes, dependendo do fabricante e operadora. Essas atualizações incluem a adição de Rádio FM em alguns dispositivos, a capacidade de usar o aplicativo Lens como a câmera padrão, Data Sense para monitorar o uso de dados em alguns dispositivos não tudos (o que só tinha sido anteriormente disponível para assinantes da Verizon ), correções de bugs para Xbox Music, e maior compatibilidade HTML5 para o Internet Explorer mobile. CalDAV support / CardDAV também foi adicionado, permitindo que os usuários do Windows Phone possam se conectar a serviços como o Google Agenda, depois que o Google retirou o suporte ao Microsoft Exchange em 2012.
Esta atualização também corrigiu o bug "Outros", em que os usuários não foram capazes de apagar arquivos temporários que consomem até 10 GB de armazenamento em alguns telefones. Agora o Windows Phone limpa automaticamente a seção "Outros", o Vice-Presidente da Divisão de Desenvolvimento do Windows Phone, Joe Belfiore twittou que "não apagou arquivos grandes ... os problemas de armazenamento foram corrigidos na atualização GDR2". Daniel Rubino do WPCentral, inicialmente questionou se a atualização realmente corrigiu o bug em 27 de julho de 2013, com um espaço ainda alocado para a seção "Outros". Em resposta ao ceticismo sobre a legitimidade do update, Belfiore mais tarde esclareceu que, embora a atualização limpe a maioria dos arquivos temporários, alguns arquivos necessários para o acesso aos meios de comunicação, como anexos de e-mails, ainda permanecem. Rubino confirmou o esclarecimento do Belfiore que foi consistente com as suas observações em 29 de julho, reportando que os telefones previamente afetadas pelo bug viu uma redução significativa no espaço ocupado pela seção "Outros" após a atualização para GDR2, e que "Outros" pode incluir arquivos críticos, como os dados do jogo e gráficos, que fazem parte da infra-estrutura do sistema operacional. Este problema foi também corrigida com o lançamento do Update 3, que agora permite aos os usuários apagar arquivos temporários manualmente.
GDR2 também inclui correções para Bluetooth, que anteriormente não realiza o emparelhamento corretamente com alguns modelos de carros. Correções adicionais de emparelhamento foram adicionados na atualização GDR3, juntamente com a adição de um "Modo Dirigir".

### GDR3 (Update 3)
Em 14 de outubro de 2013 a Microsoft lançou o "General Distribution Release 3" para o Windows Phone 8, que iria ser distribuída para os telefones ao longo dos meses seguintes. Os Windows Phone Developers estavam entre os primeiros a receber a atualização com um nova versão Developer Preview. A GDR3 adicionou diversos novos recursos, como desativação de rotação da tela automática, o suporte para telas maiores (até seis polegadas e resolução 1080p), juntamente com o suporte para o processador quad-core Qualcomm Snapdragon 800. Os dispositivos com telas maiores e resolução de 1080p, são capazes de exibir uma coluna extra de live tiles na tela inicial. Outros novos recursos foram incluídos, como a capacidade de fechar os aplicativos no modo de exibição multitarefa, e um "Modo Dirigir".

### Suporte
Em março de 2013, a Microsoft anunciou que as atualizações para o sistema operacional, Windows Phone 8, seriam disponibilizados até 8 julho de 2014. Mais tarde, a Microsoft estendeu o suporte para até 36 meses, anunciando que as atualizações para o sistema operacional serão disponibilizados até 12 de janeiro de 2016. Dispositivos com  Windows Phone 8 poderão ser atualizados para a próxima edição do Windows Phone, ao contrário de dispositivos Windows Phone 7.x, que não são atualizáveis para o Windows Phone 8.

## Funcionalidades
As seguintes características foram confirmados pela Microsoft, em uma 'espiada' no Windows Phone em 20 de Junho de 2012 e no lançamento do Windows Phone 8 em 29 de outubro de 2012:

### Núcleo
Windows Phone 8 é o primeiro sistema operacional móvel da Microsoft a usar o kernel Windows NT, que é o mesmo kernel usado no Windows 8. O sistema operacional acrescenta um melhorado sistema de arquivos, drivers, pilha de rede, componentes de segurança, mídia e suporte a gráficos. Usando o kernel NT, Windows Phone pode suportar CPUs multi-core de até 64 núcleos, bem como resoluções 1280×720 e 1280×768, além da resolução base de 800×480 já disponível no Windows Phone 7. Além disso, o Windows Phone 8 também adiciona suporte para cartões MicroSD, que são comumente usados para adicionar armazenamento extra para telefones. Suporte para telas 1080p foi adicionado em outubro de 2013 com a atualização GDR3.
Devido à mudança para o kernel NT, o Windows Phone 8 também suporta criptografia BitLocker de 128 bits nativa, Secure Boot e sistema de arquivos NTFS.

### Web
O Internet Explorer 10 é o navegador padrão no Windows Phone 8 e transporta mais melhorias chave também encontrados na versão desktop. A interface de navegação foi simplificada para um único botão personalizável (parar/atualização) e barra de endereços. Enquanto os usuários podem mudar o botão para "Voltar", não há nenhuma maneira de adicionar um botão "Avançar".

### Multitarefas
Ao contrário de seu antecessor, o Windows Phone 8 usa uma verdadeira multitarefa, permitindo que os desenvolvedores criem aplicativos que podem ser executados em segundo plano e para retornar instantaneamente.
O usuário pode alternar entre as tarefas "ativas", pressionando e segurando o botão "Voltar", mas qualquer aplicativo listado pode ser suspensa ou finalizada sob certas condições, como uma conexão de rede a ser criada ou energia da bateria fraca. Um aplicativo em execução em segundo plano também pode suspender automaticamente se o usuário ainda não abriu por um longo período de tempo.
O usuário pode fechar as aplicações, abrindo o modo multitarefa e pressionar o botão "X" no canto direito de cada janela do aplicativo.

### Grupos
Grupos é um recurso adicional especificamente para mensagens e comunicação em grupo . Usando grupos, os usuários podem entrar em contato e ver as atualizações somente de membros do grupo criado. Os membros do grupo também pode compartilhar mensagens instantâneas e fotos. Estas mensagens serão compartilhadas apenas com os outros membros.

### Modo Dirigir
Com o lançamento do Update 3 no final de 2013, o emparelhamento de um dispositivo Windows Phone 8 com um carro via Bluetooth agora é ativado automaticamente no "Modo Dirigir", uma interface especializada projetado para usar um dispositivo móvel enquanto dirige.

### Data Sense
O Data Sense permite que os usuários definam limites de uso de dados com base no seu plano individual. O Data Sense pode restringir o uso do pacote de dados quando o usuário está perto de seu limite definido (um ícone de coração é usado para notificar o usuário quando tarefas em segundo plano estão sendo automaticamente encerrados) Embora esse recurso era originalmente exclusivo para operadora Verizon nos Estados Unidos, a atualização GDR2 lançado em julho de 2013, fez o Data Sense disponível para todos os aparelhos com Windows Phone 8.

### NFCe Carteira
Alguns aparelhos com o Windows Phone 8 possuem NFC, que permite a transferência de dados entre dois dispositivos Windows Phone, computador ou tablet Windows 8 , usando um recurso chamado "Aproximar e enviar".
Em alguns mercados, o suporte NFC no Windows Phone 8 também pode ser usado para realizar transações pessoais através de cartões de crédito e débito armazenados no telefone através do aplicativo Carteira. As operadoras podem ativar o recurso NFC através de cartão SIM ou hardware do telefone integrado. A operadora Orange dos EUA será a primeira operadora a apoiar NFC no Windows Phone 8. Além do suporte NFC para transações, o aplicativo Carteira também pode ser usado para armazenar cartões de crédito, a fim de realizar compras na Windows Phone Store e em aplicativos (que também é um novo recurso), e pode ser usado para armazenar cupons e cartões de fidelidade.

### Outras Funcionalidades
- Xbox SmartGlass permite controlar o Xbox 360 e Xbox One através de aparelho celular (Disponível para Windows Phone, iOS e Android);
- Xbox Music serviço pago para streaming de músicas no Windows Phone ou compra da faixas musicais;
- Xbox Video serviço pago para streaming de filmes no Windows Phone ou compra de filmes;[36]
- Suporte nativo a linguagem de programação (C++), para simplificar a portabilização de aplicativos dos sistemas operacionais Android, Symbian, e iOS;
- Simplificação na portabilização de aplicativos do Windows 8 para o Windows Phone 8 (compatibilidade de aplicativos da interface Metro UI do Windows 8);
- Gerenciamento remoto de dispositivos com Windows Phone semelhante ao gerenciamento de PCs com Windows;
- VoIP e vídeo chat para qualquer integração VoIP ou aplicativo de vídeo chat (integrado ao discador, hub Pessoas);
- Atualizações OTA (over-the-air);
- Suporte mínimo de 36 meses qualquer aparelho com Windows Phone 8;
- Print screen nativo adicionado, pressionando botões Home e Power simultaneamente;
- Suporte ao idioma hebraico adicionado, para a introdução de aparelhos com Windows Phone no mercado israelense.[37]

### Funcionalidades Futuras
- Embora o Windows Phone possua um hub para as atualizações de redes sociais,[38] também permite que aplicativos individuais mostrar notificações na tela iniciar através de um live tiles, não inclui um centro unificado para as notificações de ambos os programas e redes sociais. Esta é uma característica altamente solicitada pelos usuários do sistema operacional,[39] e não foi incluída pela Microsoft porque estava "sem tempo" antes do lançamento do Windows Phone 8.[40] Uma compilação vazada de uma futura versão do Windows Phone incluí um centro de notificação, sugerindo que serão incorporados na próxima atualização chamada "Windows Phone Blue".[41] Os usuários também tem acesso a um aplicativo de terceiros, adicionando um centro notificações, chamada Unification, que foi publicado por Liquid Daffodil, através da Windows Phone Store.[42][43] However, Unification was retired in early October because of a lack of developer interest.[44]
- Embora o Windows Phone 8 atualmente não possua suporte ao VPN, a Microsoft confirmou que irá adicionar o recurso em uma próxima atualização voltado aos usuários corporativos no início de 2014.[45][46]

### Adições de funcionalidades
A Microsoft mantém um site, onde os usuários do Windows Phone podem enviar e votar sobre as funcionalidades que gostariam de ver adicionados ao Windows Phone.

## Requisitos Mínimos
| Requisitos mínimos para aparelhos com Windows Phone 8 |
| --- |
| Processador Qualcomm Snapdragon S4 dual-core ou melhor |
| Mínimo de 512 MB RAM para aparelhos com resolução WVGA; mínimo 1 GB RAM para 720p / WXGA / 1080p                                                           |
| Mínimo de 4 GB de armazenamento Flash |
| GPS e A-GNSS; GLONASS opcional |
| Suporte para micro-USB 2.0 |
| Entrada para fones de ouvido de 3.5mm |
| Câmera traseira com flash LED ou Xênon opcional, câmera frontal opcional (as câmeras devem ter no mínimo resolução VGA ou maior) e botão dedicado a câmera |
| Acelerômetro, sensores de luz e proximidade, bem como sistema vibratório (magnetômetro e giroscópio são opcionais)                                         |
| Wi-Fi 802.11b/g e Bluetooth (Wi-Fi 802.11n é opcional) |
| Suporte ao DirectX com aceleração de hardware para Direct3D usando GPU programável                                                                         |
| Tela multi-touch com suporte mínimo para 4 pontos |

## Sincronização
O Windows Phone app sucede o Zune Software, como o aplicativo de sincronização para transferir músicas, vídeos, outros arquivos multimídia e documentos entre o Windows Phone 8 e um computador ou tablet com Windows 8/Windows RT. Uma versão do aplicativo para OS X também está disponível.
Devido ao Windows Phone 8 em si identificar como um dispositivo MTP, o Windows Media Player e o Windows Explorer pode ser usado para transferir músicas, vídeos e outros arquivos multimídia ao contrário do Windows Phone 7. Vídeos transferidos para um computador estão limitados a um tamanho máximo de 4GB.

## Recepção
Críticos elogiaram o aumento das capacidades do Windows Phone 8, mas notou a menor seleção de aplicativos disponíveis quando comparado com outros telefones. Brad Molen do site Engadget, mencionou que o "Windows Phone 8 é precisamente o que queria ver sair de Redmond em primeiro lugar", e elogiou a tela Iniciar mais personalizável, a compatibilidade com Windows 8, e melhor suporte ao NFC. No entanto, Molen também observou a desvantagem da falta de aplicativos na Windows Phone Store.  The Verge deu ao OS uma classificação de 7.9/10, afirmando que "Redmond está apresentando um dos ecossistemas mais atraentes da história agora no mercado mundial", mas criticou a falta de um centro unificado para notificações. Alexandra Chang do site Wired deu ao Windows Phone 8 uma pontuação de 8/10, observando melhora em recursos previamente em falta no Windows Phone 7, como o suporte a processadores multi-core, navegação na Internet mais rápido, e a mudança de Bing Maps para Nokia Maps, mas também criticou a falta de aplicativos.
A empresa de pesquisa de mercado, IDC, informou que no 1 º trimestre de 2013, a quota de mercado do Windows Phone subiu para 3,2% do mercado de smartphones do mundo, permitindo que o Windows Phone ultrapassasse o BlackBerry OS, como o terceiro maior sistema operacional móvel pelo uso. Relatórios da empresa de pesquisa de mercado Kantar, também indicou que o uso Windows Phone havia saltado para 5,6% globalmente em abril de 2013, um aumento considerável em comparação aos 3,7% em abril de 2012. O aumento no uso foi largamente atribuído ao lançamento do Windows Phone 8.

## Bugs
Alguns usuários relataram problemas que ainda não foram resolvidos pela Microsoft. Há um problema com a duração da bateria que parece ser melhorado, desativando a funcionalidade "aproximar+enviar"(NFC). Há também um bug que trava aplicações que usam datas rotineiras, que afeta usuários de algumas regiões, e pode ser corrigido alterando a localização do dispositivo, Windows Phone, no menu de configurações.